# Aldenhover Mühle
Die Aldenhover Mühle war eine Wassermühle am Liecker Bach, später an der Jungen Wurm, in der Stadt Heinsberg im nordrhein-westfälischen Kreis Heinsberg im Regierungsbezirk Köln.

## Geographie
Die Aldenhover Mühle hatte ihren Standort an der Waldfeuchter Straße 14–16 im Heinsberger Stadtteil Lieck. Das Grundstück, auf dem das Mühlengebäude noch steht, hat eine Höhe von ca. 37 m über NN.

## Gewässer
Die Junge Wurm war ein weitestgehend parallel zur Wurm verlaufendes Gewässer. Die Abzweigstelle von der Wurm befand sich im Geilenkirchener Stadtteil Nirm auf einer Höhe von 54 m über NHN. Von dort floss die Junge Wurm in nordnordwestlicher Richtung durch die Ortsgebiete von Randerath, Horst, Porselen, Dremmen, Grebben, Heinsberg und Kempen, wo sie in nordöstlicher Richtung in die Rur mündet. Westlich von Kempen spaltet sich aus der Jungen Wurm an einem Teilungswehr ein „Mühlenbach“ genannter Abzweig ab, der entlang des Ortes Karken fließt und vor der Wolfhager Mühle sich mit dem Schaafbach vereinigt. Wenige Kilometer später mündet dieses Gewässer nach der Überquerung der deutsch-niederländischen Grenze südlich von Vlodrop auf einer Höhe von 29 m über NHN ebenfalls in die Rur. In den 1940er-Jahren wurde die Junge Wurm im südlichen Verlauf verfüllt und im nördlichen Bereich begradigt und verlegt, was die endgültige Stilllegung der meisten der rund 15 Mühlen entlang des Mühlenkanals zur Folge hatte.

## Geschichte
Die Aldenhover Mühle ist die älteste landesherrliche Mühle im Heinsberger Land. Sie wurde 1170 urkundlich erwähnt, als der Kölner Erzbischof Philipp I. von Heinsberg aus den Einkünften der Aldenhover Mühle eine Stiftung von sieben Malter Roggen für das Läuten der Glocken von St. Gangolf verfügte. Die Mühle verfügte über den Mühlenzwang für Kirchhoven, und Teile von Aphoven und Laffeld. Der Konvent der Ordensgemeinschaft der Prämonstratenser aus Heinsberg verlegte die Ölmühle von Hommerschen nach Aldenhoven, um diese besser nutzen zu können. Da der Liecker Bach hiermit aber überfordert schien, wurde die Ölmühle 1608 wieder nach Hommerschen zurückverlegt. 1725 wurde die Mühle wegen Wassermangel umgebaut. Der Heinsberger Mühlenkanal (Junge Wurm), der auf der anderen Seite der Mühle floss, wurde an die Mühle herangelegt. Er übernahm nun die Wasserversorgung. 1806 wurde die Mühle im Zuge der Säkularisation für 12.000 Franken an Herrn Minett aus Lüttich verkauft. 1926 wurde von Wasserkraft auf Dieselmotor und wenig später auf Elektromotor umgestellt. 1985 wurde die Mühle nach über 800 Jahren außer Dienst gestellt.

## Galerie

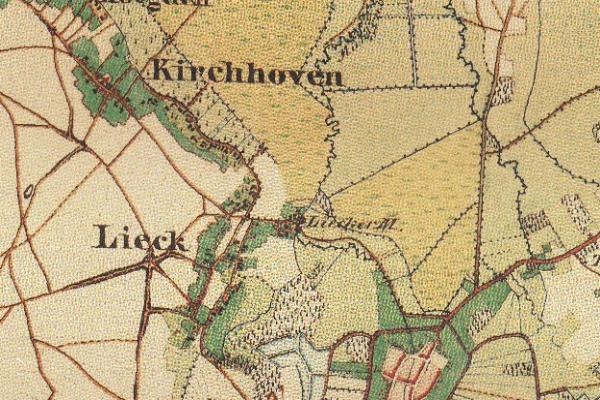
Aldenhover Mühle als Liecker Mühle auf der Uraufnahme von 1843
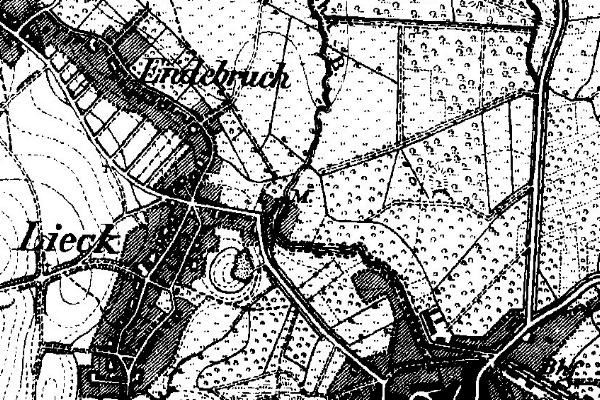
Aldenhover Mühle auf der Neuaufnahme von 1893
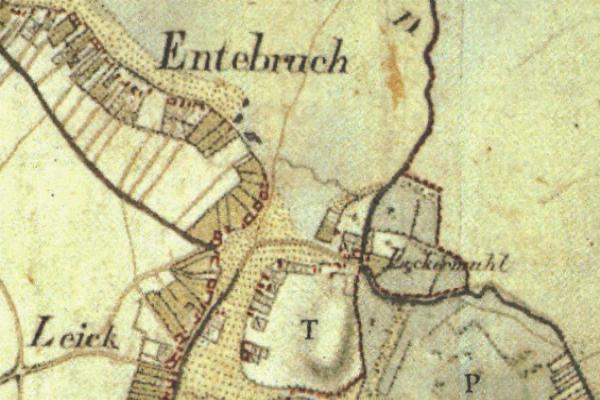
Aldenhover Mühle als Liecker Mühle auf der Tranchotkarte 1806/1807

→ Siehe auch Liste von Mühlen an der Wurm und ihren Zuflüssen